# Словения на «Евровидении-2004»
Словения принимала участие в сорок девятом выпуске телевизионного конкурса Евровидение-2004, который состоялся 12 и 15 мая на стадионе Абди Ипекчи в Стамбуле, Турция. Страну представлял дуэт Platin c балладой Stay Forever, написанной его участниками Симоном Гомильшеком и Дианой Лечник. Поскольку Словения на Евровидении-2003 заняла 23-е место, то Stay Forever прозвучала в полуфинале конкурса 12 мая 2004 года. По итогам голосования Словения не вошла в топ-10 лучших участников полуфинала и не смогла выйти в финал. Позже было объявлено, что Platin заняли 21-е, предпоследнее, место из 22, набрав всего 5 очков. Этот результат означал, что Словении пришлось участвовать в полуфинале Евровидения-2005. Поэтому, Stay Forever стала предшественницей словенской заявки на конкурсе 2005 года Stop в исполнении Омара Набера. Полуфинал конкурса был показан RTV Slovenija на канале RTV SLO2, а финал был показан на канале RTV SLO1 с комментариями Андреа Ф. Глашатаем, объявлявшим очки словенских телезрителей, был Петер Полес.

## Предыстория
К моменту своего участия на Евровидение-2004 Словения уже участвовала в конкурсе девять раз с момента своего дебюта в 1993 году. Самым лучшим результатом страны стало седьмое место, которого она достигала дважды: в 1995 году с песней Prisluhni mi в исполнении Дарьи Швайгер и в 2001 году с песней Energy в исполнении Нуши Деренда. Помимо этого, Словения попадала в топ-10 ещё раз в 1997 году с песней Zbudi se в исполнении Тани Рибич, занявшей десятое место. На Евровидение-2003 певица Кармен Ставец с песней Nanana заняла 23-е место, набрав всего 7 очков, зафиксировав, тем самым, худший результат страны.

## До «Евровидения»

### EMA 2004
Словенская телекомпания RTV Slovenija с 1993 года отвечает за организацию отбора заявки на Евровидение и дальнейшую трансялцию конкурса. Традиционно все словенские заявки отбирались путём организации национального финала под названием Evrovizijska Melodija (EMA). 3 сентября 2003 года RTV Slovenija заявило об участии Словении на Евровидение-2004 и об организации девятого выпуска EMA 2004, финал которого состоялся 15 февраля в Выставочном и конференц-центре (Gospodarsko razstavišče) в Любляне. Ведущими были Миша Молк и Петер Полес, а Бернарда Жарн вела репортажи из грин-рума. Финалу EMA 2004 предшествовало четыре полуфинала, состоявшихся с 11 января по 1 февраля в телестудии RTV SLO. Главной особенностью этого выпуска EMA стало наличие в нём песен на английском языке, чего ранее не предусматривалось правилами отбора (в Словении, равно как и в Дании и в Швеции, песня-победитель переводилась на английский язык апостериори). Шестнадцать песен прозвучало в финале EMA 2004, а победитель определялся путём двух раундов голосования. В первом раунде тройка лучших конкурсантов определялась путём комбинации голосов жюри, состоявших из пяти человек и телезрителей в соотношении (50:50). Эти конкурсанты попадали во второй раунд, суперфинал, где победитель определялся исключительно телеголосованием. В состав жюри входили Каролина Гочева, представительница Македонии на Евровидение-2002 и Евровидение-2007 и Мануэль Ортега, представитель Австрии на Евровидение-2002. Список конкурсантов был объявлен 11 декабря 2003 года. Среди них были бывшая представительница Словении на Евровидение-1996 Регина и будущие представители Словении Ребека Дремель (2008) и группа Kalamari (2010).
| Порядковый номер | Исполнитель      | Название песни      | Очки жюри | Очки телезрителей | Всего | Место |
| ---------------- | ---------------- | ------------------- | --------- | ----------------- | ----- | ----- |
| 1                | Yuhubanda        | Če zdaj odideš sama | 0         | 4                 | 4     | 11    |
| 2                | Ребека Дремель   | Ne boš se igral     | 0         | 5                 | 5     | 10    |
| 3                | Polona           | Kralj neba          | 3         | 0                 | 3     | 12    |
| 4                | Наталия Верботен | Cry on My Shoulder  | 0         | 12                | 12    | 4     |
| 5                | Моника Пучель    | Nič ne ustavi me    | 8         | 3                 | 11    | 5     |
| 6                | Аля              | Fluid               | 4         | 8                 | 12    | 3     |
| 7                | Юления Зобец     | Tvoj glas           | 7         | 0                 | 7     | 7     |
| 8                | Prava stvar      | Junak               | 0         | 0                 | 0     | 14    |
| 9                | Rožmarinke       | Kliše               | 12        | 6                 | 18    | 2     |
| 10               | Регина           | Plave očij          | 1         | 2                 | 3     | 13    |
| 11               | Тулио Фурланич   | O, ženske, ženske   | 6         | 0                 | 6     | 8     |
| 12               | Диона Димм       | If You              | 5         | 1                 | 6     | 9     |
| 13               | Майя Слатиншек   | Slovo brez mej      | 2         | 7                 | 9     | 6     |
| 14               | Platin           | Stay Forever        | 10        | 10                | 20    | 1     |
| 15               | Марьян Новина    | Svet se vrti nazaj  | 0         | 0                 | 0     | 14    |
| 16               | Дамияна Годнич   | Moja moč            | 0         | 0                 | 0     | 14    |

| Порядковый номер | Исполнитель | Название песни | Голоса | Место |
| ---------------- | ----------- | -------------- | ------ | ----- |
| 1                | Аля         | Fluid          | 19048  | 3     |
| 2                | Rožmarinke  | Kliše          | 21805  | 2     |
| 3                | Platin      | Stay Forever   | 31279  | 1     |

### Разногласия
Как и в предыдущие годы, мнения жюри и телезрителей кардинально отличались друг от друга. Этот год также не стал исключением, потому что Наталия Верботен, будучи фаворитом телезрителей, получила ноль баллов от жюри и не смогла пройти в суперфинал EMA 2004. Похожие случаи встречались у Тинкары Ковач в 1999 году, Кармен Ставец в 2001 и 2002 годах и у группы Bepop в 2003 году. Их заявки занимали по итогам голосования либо второе место (Тинкара Ковач, Bepop), либо проваливали квалификацию из-за доминирования веса голосов жюри над голосами телезрителей. В результате жалоб со стороны телезрителей и СМИ RTV Slovenija изменила правило для EMA 2005, результаты которого целиком и полностью стали зависеть только от зрителей.

## На «Евровидении»
В 2003 году было анонсировано, что формат Евровидения будет со следующего года включать в себя полуфинал. Согласно правилам конкурса, все страны, за исключением страны-победительницы предыдущего выпуска, членов "большой четвёрки" (Франция, Великобритания, Германия и Испания) и десяти стран, занявших самые высокие места по итогам предыдущего выпуска, должны пройти квалификацию на выход в финал из полуфинала. Десять лучших полуфиналистов по итогам голосования проходят в финал. Поскольку Словения на Евровидении-2003 заняла 23-е место, то Stay Forever прозвучала в полуфинале конкурса 12 мая 2004 года. 23 марта 2004 года была проведена жеребьёвка, и дуэт Platin выступил под номером 16, между Македонией и Эстонией. По итогам голосования Словения не вошла в топ-10 лучших участников полуфинала и не смогла выйти в финал. Позже было объявлено, что Platin заняли 21-е, предпоследнее, место из 22, набрав всего 5 очков. Этот результат означал, что Словении пришлось участвовать в полуфинале Евровидения-2005.12 очков словенские телезрители присудили в полуфинале и финале конкурса стране-дебютантке, Сербии и Черногории. Россия не транслировала полуфинал и не голосовала в нём.
На следующий день после полуфинала участники дуэта Platin Симон Гомильшек и Диана Лечник поженились на Босфоре. Свидетелем с их стороны выступила победительница Евровидения-2003 Сертаб Эренер.

### Голосование
| Очки      | Страна                             |
| --------- | ---------------------------------- |
| 12 баллов |                                    |
| 10 баллов |                                    |
| 8 баллов  |                                    |
| 7 баллов  |                                    |
| 6 баллов  |                                    |
| 5 баллов  |                                    |
| 4 балла   |                                    |
| 3 балла   | - Хорватия                         |
| 2 балла   |                                    |
| 1 балл    | - Босния и Герцеговина - Македония |

| Очки      | Страна               |
| --------- | -------------------- |
| 12 баллов | Сербия и Черногория  |
| 10 баллов | Босния и Герцеговина |
| 8 баллов  | Украина              |
| 7 баллов  | Хорватия             |
| 6 баллов  | Македония            |
| 5 баллов  | Албания              |
| 4 балла   | Греция               |
| 3 балла   | Кипр                 |
| 2 балла   | Нидерланды           |
| 1 балл    | Мальта               |

| Очки      | Страна               |
| --------- | -------------------- |
| 12 баллов | Сербия и Черногория  |
| 10 баллов | Босния и Герцеговина |
| 8 баллов  | Украина              |
| 7 баллов  | Македония            |
| 6 баллов  | Греция               |
| 5 баллов  | Хорватия             |
| 4 балла   | Албания              |
| 3 балла   | Германия             |
| 2 балла   | Швеция               |
| 1 балл    | Кипр                 |